# Буфер (логічний вентиль)
Буфер (повторювач) (англ. BUFFER, також YES gate) — логічний вентиль, який реалізує тотожне повторення вхідного сигналу. Разом з інвертором буфер є однією з двох можливих унарних логічних операцій.
В нотації алгебри логіки дія цього вентиля записується формулою:
{\displaystyle Y=A}
З алгебраїчної точки зору повторювач не робить ніяких змін із сигналом, проте він може бути необхідним в реальних системах для збільшення навантажувальної здатності логічного вузла. Цей вентиль виконує роль буферного підсилювача для цифрових сигналів.

## Умовні позначення
Існує два основних умовних графічних позначень повторювача на принципових схемах, описані в стандартах IEC 60617-12:1997 і ANSI 91-1984. Стандарт DIN 40700 застарів, але описані в ньому символи досі зустрічаються у схемах. Позначення логічних вентилів згідно ДСТУ ГОСТ 2.743-91 «Позначення умовні графічні в схемах. Елементи цифрової техніки» (частина ЄСКД) мають незначні відмінності від стандарту IEC 60617-12.
| IEC 60617-12:1997 | ANSI 91-1984 | DIN 40700 (до 1976) |
| ----------------- | ------------ | ------------------- |
|                   |              |                     |

## Реалізація

### Релейно-контактні схеми
Релейно-контактна логіка здійснює операції шляхом формування за допомогою контактів перемикачів або реле кіл для протікання електричного струму, який, у свою чергу, активує наступні реле або живить виходи схеми.

Повторювач сигналу на реле

Функція повторювача — найпростіше й історично перше використання реле. Вхідний сигнал активує реле, замикається нормально розімкнений контакт і напруга з'являється на виході.

### Напівпровідникові схеми
Оскільки транзистор інвертує сигнал, буфери-повторювачі виконують за допомогою двох послідовних інверторів, як це показано нижче на схемах.

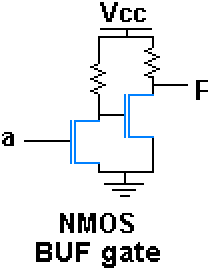
Реалізація в технології N-МОН
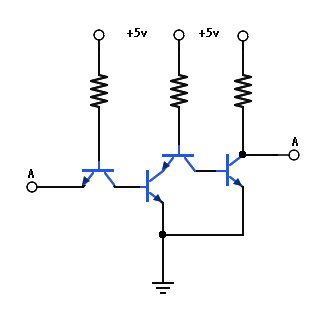
Спрощена схема ТТЛ-буфера
Шість буферів в мікросхемі CD4050 (КМОН)